# Ziniaré
Ziniaré este un oraș din provincia Oubritenga, Burkina Faso.